# Jan Beyer Schmidt-Sørensen
Jan Beyer Schmidt-Sørensen (født 17. januar 1958 i Tønder) er en dansk økonom og tidligere erhvervschef ved Aarhus Kommune.

## Biografi
Han er født i Tønder i 1958, men er vokset op i henholdsvis Hadsund og Aalborg og blev i 1976 student fra Hasseris Gymnasium. Efterfølgende studerede han økonomi ved Aarhus Universitet. I 1983 blev han cand.oecon. og i 1990 fik han en ph.d. fra Handelshøjskolen i Aarhus. I en periode fra 1983 til 1985 var han adjunktvikar på Aarhus Universitet og faglig sekretær under Statens Samfundsvidenskabelige Forskningsråd. Mellem 1986 og 2001 var han bl.a. Ph.d.-studerende, adjunkt, lektor, institutleder, studieleder og dekan ved Handelshøjskolen i Aarhus. I perioden 2001 til 2004 var han rektor på Handelshøjskolen (nu School of Business and Social Sciences) i Aarhus. Fra 2005 til 2019 havde han posten som erhvervschef for Aarhus Kommune. Han afsluttede sin karrierer, som strategisk rådgiver i Erhvervshus Midtjylland, hvorefter han gik på pension.

## Personligt
Jan Beyer Schmidt-Sørensen er gift med tidligere sognepræst ved Ravnsbjergkirken Edith Østergaard. Sammen har de tre voksne børn og flere børnebørn.